# Albert von Hellens
Albert Alexander von Hellens, född den 22 november 1879 i Helsingfors, död den 2 april 1950, var en finländsk ämbetsman. Han var son till Theodor von Hellens samt bror till Valde Hirvikanta och Oskar von Hellens.
von Hellens blev hovrättsauskultant 1900, var sekreterare i Åbo domkapitel 1903–1918, tillförordnad landshövding i Åbo och Björneborgs län 1917 och i Kuopio län 1917–1918, landshövding i Tavastehus län 1919–1930 och justitiekansler 1930. Han var president i Åbo hovrätt 1930–1949.
Han satt i statsrådet som inrikesminister (Framstegspartiet) mars 1920–april 1921 samt justitieminister februari–juni 1922 och 1924–1925.

## Utmärkelser
- Kommendörstecknet av I klass av Finlands Vita Ros’ orden[4]

[Redigera Wikidata]